# Antonio Ciano
Antonio Ciano (ur. 9 kwietnia 1981) – włoski judoka. Olimpijczyk z Londynu 2012, gdzie zajął siedemnaste miejsce w wadze półśredniej.
Uczestnik mistrzostw świata w 2009, 2010, 2011, 2014, 2015. Startował w Pucharze Świata w latach 2005–2007, 2009–2012, 2014–2016. Wicemistrz Europy w 2009. Brązowy medalista igrzysk śródziemnomorskich w 2005, a także igrzyskach wojskowych w 2007. Triumfator MŚ wojskowych w 2006 roku.

## Letnie Igrzyska Olimpijskie 2012
| Konkurencja | Eliminacje          | Klas. końcowa |
| Konkurencja | Przeciwnik I        | Miejsce       |
| ----------- | ------------------- | ------------- |
| 81 kg       | Ole Bischof (GER) P | 17.           |